# Грб Придњестровља
Грб Придњестровске Молдавске Републике заснован је на грбу Молдавске ССР. Једина већа разлика између два грба је та што је на грб Придњестровља испод сунца додана таласаста линија која представља реку Дњестар. Тренутни је облик усвојен Законом о државним симболима из 2000. године.
На грбу се налази натпис Придњестровска Молдавска Република на молдавском, руском и украјинском језику. Ту су и сви симболи социјализма: излазеће сунце, класје пшенице, кукуруз, грожђе, срп и чекић те петокрака звезда.